# George Burder

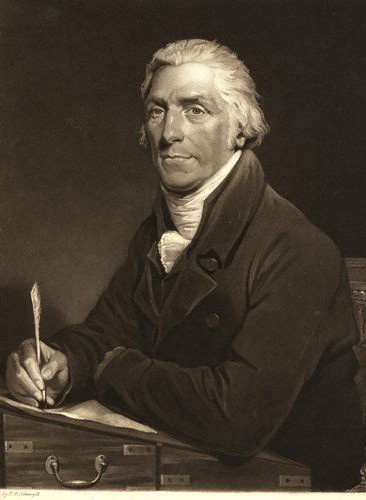
George Burder

George Burder (Londres, 5 de junho de 1752 — 29 de maio de 1832) foi um teólogos anglicano dissidente inglês.

## Biografia
Burder nasceu em Londres. Em 1776 ele começou a pregar e foi ministro da Igreja Independente em Lancaster de 1778 a 1783. Posteriormente, ele ocupou cargos em Coventry (1784-1803) e em Fetter Lane, Londres (1803- 1832). Ele foi um dos fundadores da British and Foreign Bible Society, da Religious Tract Society e da London Missionary Society, e foi secretário desta última por vários anos. Como editor da Evangelical Magazine e autor de Village Sermons (traduzido para várias línguas europeias), ele tinha muita influência. Ele morreu em 29 de maio de 1832.
Um de seus netos, George Bernard Burder (1814-1881) converteu-se ao catolicismo romano e tornou-se abade da Abadia do Monte São Bernardo em Leicestershire.